# Kammara
Os Kammara são uma tribo indiana que encontra-se nos estados indianos de Andhra Pradesh, Karnataka, Kerala e Tamil Nadu.